# Brayton (Iowa)
Brayton – miasto w Stanach Zjednoczonych, w stanie Iowa, w hrabstwie Audubon.

## Demografia
W 2000 liczyło 145 mieszkańców. W 2023 liczba mieszkańców spadła nieznacznie do 137 osób, a gęstość zaludnienia poniżej 86 osób/km².